# Imma cyanospora
Imma cyanospora är en fjärilsart som beskrevs av Edward Meyrick 1926. Imma cyanospora ingår i släktet Imma och familjen Immidae. Inga underarter finns listade i Catalogue of Life.